# Bases Loaded 4
Bases Loaded 4 es la cuarta entrega de la serie Bases Loaded para el NES. Este fue lanzado en abril de 1993 en EUA y en noviembre de 1991 en Japón.
El juego es la cuarta entrega de la serie Bases Loaded. La serie atravesó tres generaciones de consolas y ocho entregas totales. El original Bases Loaded era un juego que Jaleco portó al NES. Sólo el Bases Loaded original era un juego de arcade, el resto de la serie era exclusivo a sus consolas particulares. Hay cuatro videojuegos en la serie de Bases Loaded de NES, Bases Loaded II: Second Season, Bases Loaded 3 y Bases Loaded 4. También hubo una versión de Game Boy de Bases Loaded. La serie continuó en la plataforma SNES con Super Bases Loaded, Super Bases Loaded 2, y Super Bases Loaded 3. La última entrada a la serie fue Bases Loaded '96: Double Header, lazado para las consolas Sega Saturn y PlayStation.
Este se jacta de "la temporada regular de 130 juegos" y desempates.